# 巴尔藏
巴尔藏（法語：Barzan，法語發音：[baʁzɑ̃]）是法国滨海夏朗德省的一个市镇，属于桑特区。巴尔藏境内曾发现大量高卢时期的遗址。

## 地理
巴尔藏（45°31'32"N, 0°51'21"W）面积8.07 平方千米，位于法国新阿基坦大区滨海夏朗德省，该省份为法国西部滨海省份，北起旺代省，西临大西洋，南至吉倫特省，东南接多爾多涅省，东北接德塞夫勒省接壤，东临夏朗德省。
与巴尔藏接壤的市镇（或旧市镇、城区）包括：阿尔斯、舍纳克-圣瑟兰迪泽、埃帕尔涅、吉伦特河畔塔尔蒙、圣维维安德梅多克、若-迪尼亚克和卢瓦拉克。

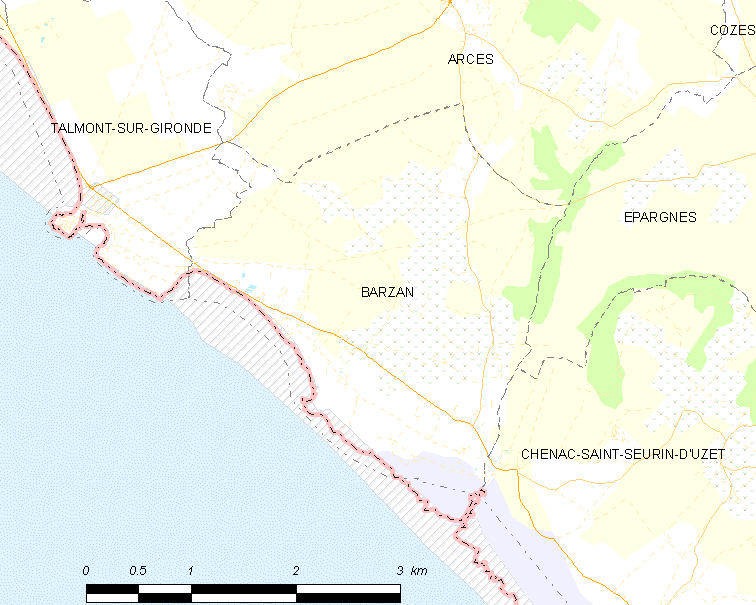
巴尔藏的OSM定位图

巴尔藏的时区为UTC+01:00、UTC+02:00（夏令时）。

## 行政
巴尔藏的邮政编码为17120，INSEE市镇编码为17034。

## 政治
巴尔藏所属的省级选区为桑通日-河口县。

## 人口

1962-2008年间巴尔藏人口变化图示

巴尔藏于2022年1月1日时的人口数量为470人。